# North American Boxing Association

Logo officiel de la NABA

La North American Boxing Association (NABA) est une fédération de boxe anglaise représentant l'Amérique du Nord à la WBA.